# Édouard Cissé
Édouard Cissé (ur. 30 marca 1978 w Pau) – francuski piłkarz grający na pozycji defensywnego pomocnika.

## Życiorys
Cissé urodził się w mieście Pau i tam też stawiał pierwsze piłkarskie kroki w klubie Pau FC. W 1996 roku zadebiutował w jego barwach w trzeciej lidze francuskiej, a już w 1997 roku stał się zawodnikiem pierwszoligowego Paris Saint-Germain. W Ligue 1 zadebiutował 5 października 1997 roku w zremisowanym 0:0 wyjazdowym spotkaniu z FC Nantes. W PSG nie miał jednak szans na grę w podstawowym składzie i po zdobyciu Pucharu Francji został wypożyczony do niżej notowanego Stade Rennais FC. W Rennes Edouard występował w pierwszym składzie i zdobył Puchar Ligi Francuskiej, a po sezonie wrócił do Paryża. W 2000 roku wywalczył z PSG wicemistrzostwo Francji, a w 2001 roku wygrał Puchar Intertoto.
W 2002 roku Cissé został wypożyczony do angielskiego West Ham United. W Premiership zadebiutował 19 sierpnia w przegranym 0:4 wyjazdowym spotkaniu z Newcastle United. W WHU występował w pierwszym składzie, jednak zespół ten spadł do Football League Championship. Po sezonie wrócił do Paryża, jednakże niedługo potem znów go wypożyczono, tym razem do AS Monaco. W klubie z Lazurowego Wybrzeża stworzył linię pomocy z Ludovikiem Giuly'm, Jérôme Rothenem i Lucasem Bernardim. Został wicemistrzem Francji oraz dotarł do finału Ligi Mistrzów, jednak w finale Monaco uległo FC Porto 0:3.
Od lata 2004 roku Cissé znów występował w Paris Saint-Germain. W 2006 roku zdobył swój drugi w karierze Puchar Francji. Latem 2007 nie przedłużył kontraktu z paryskim klubem i na zasadzie wolnego transferu przeszedł do tureckiego Beşiktaşu JK. W lipcu 2009 roku podpisał kontrakt z Olympique Marsylia. Wraz z OM zdobył Puchar Ligi Francuskiej i mistrzostwo Francji w 2010.
W sezonie 2011/2012 był zawodnikiem AJ Auxerre, w którym zakończył karierę.
| Sezon   | Klub               | Kraj    | Rozgrywki            | Mecze | Bramki |
| ------- | ------------------ | ------- | -------------------- | ----- | ------ |
| 1996/97 | Pau FC             | Francja | Championnat National | 17    | 0      |
| 1997/98 | PSG                | Francja | Ligue 1              | 11    | 0      |
| 1998/99 | Stade Rennais FC   | Francja | Ligue 1              | 28    | 2      |
| 1999/00 | PSG                | Francja | Ligue 1              | 28    | 0      |
| 2000/01 | PSG                | Francja | Ligue 1              | 26    | 2      |
| 2001/02 | PSG                | Francja | Ligue 1              | 25    | 1      |
| 2002/03 | West Ham United    | Anglia  | Premiership          | 25    | 0      |
| 2003/04 | AS Monaco          | Francja | Ligue 1              | 31    | 1      |
| 2004/05 | PSG                | Francja | Ligue 1              | 31    | 1      |
| 2005/06 | PSG                | Francja | Ligue 1              | 31    | 2      |
| 2006/07 | PSG                | Francja | Ligue 1              | 34    | 2      |
| 2007/08 | Beşiktaş JK        | Turcja  | Superliga            | 25    | 2      |
| 2008/09 | Beşiktaş JK        | Turcja  | Superliga            | 29    | 0      |
| 2009/10 | Olympique Marsylia | Francja | Ligue 1              | 32    | 1      |
| 2010/11 | Olympique Marsylia | Francja | Ligue 1              | 23    | 0      |
| 2011/12 | AJ Auxerre         | Francja | Ligue 1              | 28    | 2      |